# Neus Roig Pruñonosa
Neus Roig Pruñonosa   (Barcelona, 1959) és una investigadora i activista catalana especialitzada en la documentació i denúncia del robatori de nadons a Espanya durant el franquisme i la transició. És presidenta de l’Observatori de les Desaparicions Forçades de Menors i autora del llibre No llores que vas a ser feliz (2018), reconegut per la seva aportació a la memòria històrica i els drets humans.

## Biografia
Nascuda a Barcelona l’any 1959, Neus Roig ha desenvolupat una trajectòria centrada en la recerca social i històrica des de fora del món universitari. Ha documentat centenars de casos reals de robatori de nadons i ha visibilitzat el patiment de les víctimes d’aquest fenomen silenciat durant dècades.
Ha col·laborat amb institucions públiques, mitjans de comunicació i entitats de drets humans per impulsar canvis legislatius i accions de reparació.
És fundadora i presidenta de l’Observatori de les Desaparicions Forçades de Menors, un espai dedicat a la recerca, documentació i divulgació sobre els casos de desaparicions forçades de menors a Espanya. L'entitat organitza jornades, actes públics i accions de sensibilització.
Roig ha tingut un paper actiu en el desenvolupament i impuls de la Llei catalana sobre desaparicions forçades de menors aprovada pel Parlament de Catalunya l’any 2020. També ha participat en nombroses iniciatives de divulgació sobre memòria democràtica.

## Obres
- No llores que vas a ser feliz (2018). Basat en la documentació de 476 casos de robatori de nadons, l’obra analitza l’evolució d’aquest crim entre 1938 i 1996.
- Desaparición forzada de menores: Trauma, Búsqueda, Identidad (2022). Publicació col·lectiva fruit de les jornades organitzades per l’ODFM a Donostia i Bilbao.

## Reconeixements
- Participació a TDEx Tarragona al 2019 i publicat al Canal TDEx en espanyol
- Finalista del Premi Rodolfo Walsh a la Semana Negra de Gijón (2019), pel llibre No llores que vas a ser feliz.
- Premi Ones Mediterrània (2020), per la seva trajectòria en defensa dels drets humans i la memòria històrica.
- Premi Montserrat Bertran (2021), concedit per Dones Republicanes de Tarragona.
- Distinció al Mèrit Cívic (2023), atorgada per l’Ajuntament de Tarragona.